# Saint-Sébastien-de-Morsent
Saint-Sébastien-de-Morsent is een gemeente in het Franse departement Eure (regio Normandië). De plaats maakt deel uit van het arrondissement Évreux. Saint-Sébastien-de-Morsent telde op 1 januari 2022 5.508 inwoners.

## Geografie
De oppervlakte van Saint-Sébastien-de-Morsent bedroeg op 1 januari 2022 10,02 vierkante kilometer; de bevolkingsdichtheid was toen 549,7 inwoners per km².

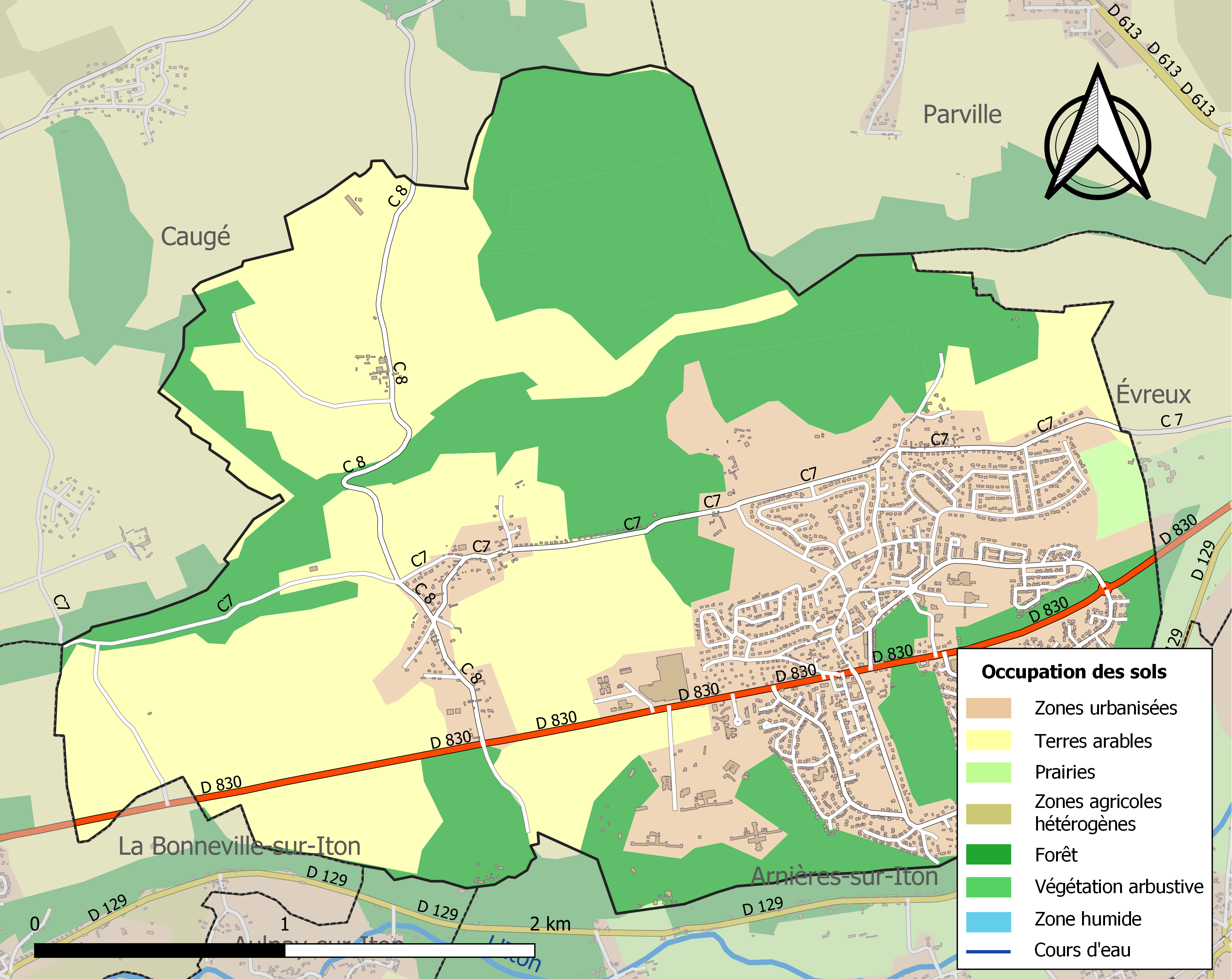
Kaart van de gemeente met belangrijkste infrastructuur, bodemgebruik en omliggende gemeenten

## Demografie
Onderstaande figuur toont het verloop van het inwonertal (bron: INSEE-tellingen).